# مادپور، هند
مادپور (به انگلیسی: Madhupur) یک منطقهٔ مسکونی در هند است که در بخش دئوگر واقع شده‌است. مادپور ۵۵٬۲۳۸ نفر جمعیت دارد و ۲۲۸ متر بالاتر از سطح دریا واقع شده‌است.